# Diringsiella femoralis
Diringsiella femoralis là một loài bọ cánh cứng trong họ Cerambycidae.